# کیوتو اکسپرس
کیوتو اکسپرس (به انگلیسی: Kyoto Express) یک کشتی است که طول آن ۳۳۵.۷  متر می‌باشد. این کشتی در سال ۲۰۰۵ ساخته شد.